# Puerto La Cruz
Puerto la Cruz – miasto portowe nad Morzem Karaibskim, w stanie Anzoátegui, w północno-wschodniej Wenezueli. Stolica gminy (municipio) Sotillo. 

## Opis
Miasto zostało założone w 1594 roku. Obecnie jest znanym ośrodkiem turystycznym, które wraz z Barceloną, Lechería i Guantą tworzy obszar metropolitalny.

## Gospodarka
W mieście rozwinął się przemysł spożywczy oraz włókienniczy.

## Demografia
Miasto według spisu powszechnego 21 października 2001 roku liczyło 205 866, 30 października 2011 ludność Puerto la Cruz wynosiła 243 572.

## Miasta partnerskie
- Barcelona
- Lechería